# Václav Hynek
Václav Hynek SDB (21. září 1908, Lhota u Dobrušky – 15. září 1993, Brno) byl český katolický kněz, člen řádu salesiánů, perzekvovaný v době komunistického režimu.

## Životopis
Pocházel z rodiny rolníka, měl sedm sourozenců. Vyučil se malířem a natěračem u svého bratra ve Vamberku, poté se přihlásil do Fryštáku k salesiánům, kam byl přijat v září 1928. Zde se věnoval hudbě, skládal písně pro vystoupení členů oratoře – například je autorem textu i nápěvu písně Korunou slávy. Píseň je zajímavá tím, že textově reaguje na sen Jana Boska v devíti letech. 
V roce 1933 vstoupil do noviciátu ve Sv. Beňadiku. Zde také složil 31. července 1934 první řeholní sliby. Po složení slibů odejel do Ostravy, kde dokončil gymnazijní studia. Zde také pracoval jako asistent a začal studovat teologii. Studium ale narušila válka a zabrání ostravského ústavu. Aby unikl pracovnímu nasazení v Německu, byl ve čtvrtém roce teologie vysvěcen 22. listopadu 1942 v Olomouci na kněze. Po dokončení teologie šel opět do Ostravy jako prefekt domu, který už byl omezen na pár místností u kostela, kde fungovala oratoř. 
Po skončení druhé světové války zůstal jako prefekt v ostravském domě, kde se otevřel internát pro učňovskou mládež. V roce 1947 se zde stal ředitelem. Po únorovém puči v roce 1948 byla proti ústavu v Ostravě zinscenována provokace ve snaze salesiány zdiskreditovat a dům zabrat. P. Hynek byl zatčen a týden strávil ve vazbě. Akce sice nedosáhla svého cíle, ale představení ho raději přeložili do Přestavlk a pak do Brna. Zde ho zastihla v dubnu roku 1950 likvidace mužských řeholí v dubnu 1950.
Byl převezen internován nejprve v Oseku u Duchcova, později v Hájku u Prahy a nakonec v Želivi, odkud byl v roce 1954 propuštěn.
Po propuštění se usadil v Brně a věnoval se spolubratrům, kteří zde žili. Na jaře v roce 1957 při dalším velkém tažení Státní bezpečnosti proti salesiánům byl zatčen a odsouzen na tři roky za údajné podvracení republiky.
Byl vězněn ve Valdicích, kde pracoval na brusírně skla. Protože se mu nedařilo plnit normy, byl často postihován. Po propuštění z vězení v roce 1960 se opět vrátil do Brna, pracoval jako pomocný dělník v Grafii, později jako údržbář ve Fakultní nemocnici. 
Později získal domek v brněnské čtvrti Žabovřesky v ulici Maničky. Zde pronajímal levně volné místnosti studentům studujícím na různých školách v moravské metropoli. Po roce 1980 se domek stával postupně útočištěm začínajícího díla sester salesiánek – Dcer Panny Marie Pomocnice. Po roce 1990 souhlasil, aby se domek stal jejich majetkem, aby zde mohly založit svůj první dům v Brně.
Pokud mu dovolil zdravotní stav, snažil se sloužit sloužit jako kněz – zejména řeholním sestrám. Byl vyhledávaný zpovědník.
Pohřben je na Ústředním hřbitově v Brně. 